# William Stanhope, 1. hrabě z Harringtonu
William Stanhope, 1. hrabě z Harringtonu (William Stanhope, 1st Earl of Harrington, 1st Viscount Petersham, 1st Baron Harrington) (1690 – 8. prosince 1756, Londýn, Anglie) byl britský diplomat, generál a státník ze šlechtického rodu Stanhope. Kariéru zahájil jako voják za války o španělské dědictví, poté působil jako diplomat a nakonec byl dlouholetým britským ministrem zahraničí (1730-1742, 1744-1746). V roce 1730 jako baron vstoupil do Sněmovny lordů, později získal titul hraběte z Harringtonu (1742). V politice patřil k whigům.

## Kariéra
Studoval v Etonu a poté sloužil v armádě, zúčastnil se války o španělské dědictví a dosáhl hodnosti plukovníka. V letech 1715–1725 a 1727–1730 byl členem Dolní sněmovny za stranu whigů, mezitím začal působit v diplomacii a byl vyslancem v Madridu (1717–1718 a 1720–1727) a v Turínu (1718–1719). Po návratu ze Španělska byl jmenován členem Tajné rady a u dvora zastával post náměstka nejvyššího komořího (1727–1730). V roce 1729 vynikl jako diplomat, když v Seville uzavřel smlouvu mezi Británií a Španělskem, která potvrdila britskou okupaci Gibraltaru a obnovila obchod mezi koloniemi obou zemí. V roce 1730 získal titul barona z Harringtonu a vstoupil do Sněmovny lordů a v letech 1730–1742 byl státním sekretářem zahraničí. V zahraniční politice se shodoval s Jiřím II. a naopak se dostával do konfliktů s premiérem Walpolem, funkci ministra zahraničí opustil s pádem Walpolovy vlády. V letech 1742–1744 byl prezidentem Tajné rady, v Pelhamově vládě se znovu krátce vrátil do funkce ministra zahraničí (1744–1746), ale musel rezignovat kvůli sporům s Jiřím II. Ministerstvo zahraničí po něm převzal bratranec hrabě Chesterfield, kterého naopak nahradil ve funkci místokrále v Irsku (1747–1750). Vysokou politiku nakonec opustil kvůli nesouhlasu s politikou premiéra H. Pelhama. I když aktivně v armádě nesloužil, jako vlivný ministr nadále postupoval ve vojenských hodnostech a byl povýšen postupně na generálmajora (1735), generálporučíka (1739) a generála (1747).

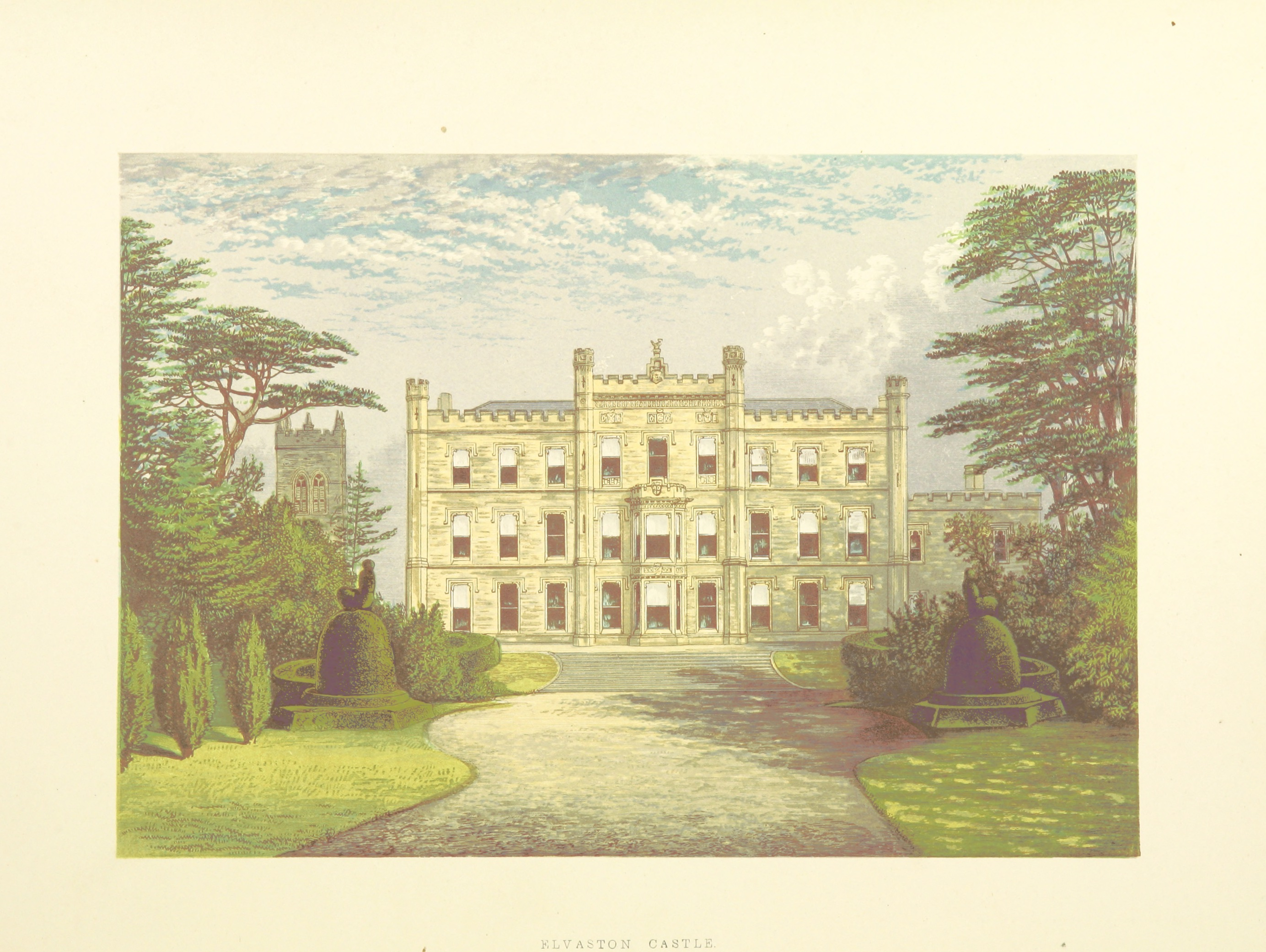
Elvaston Castle (Derbyshire), hlavní sídlo hrabat z Harringtonu

## Rodina a majetek
Jeho manželkou byla Anne Griffith (1695–1719), která zemřela při porodu dvojčat. Předčasně zemřelý syn Thomas (1719–1743) byl pod otcem státním podsekretářem zahraničí (1739–1741), druhorozený syn William (1719–1779) zdědil rodové tituly a v armádě dosáhl hodnosti generála.
Hlavním sídlem této rodové linie byl zámek Elvaston Castle (Derbyshire), William navíc přikoupil panství Gawsworth Old Hall (Cheshire).